# Molophilus mackerrasi
Molophilus mackerrasi är en tvåvingeart som beskrevs av Alexander 1927. Molophilus mackerrasi ingår i släktet Molophilus och familjen småharkrankar. Inga underarter finns listade i Catalogue of Life.